# Consejería de Economía y Hacienda de Cataluña
La consejería de Economía y Hacienda es una de las consejerías del Gobierno de Cataluña. Esta consejería fue creada el 16 de enero de 2016 y el actual consejero es Alicia Romero 

## Historia

### Orígenes y primeras etapas
La consejería se creó formalmente en 1977, en el contexto de la transición democrática en España. Inicialmente, su principal tarea fue la organización de las finanzas catalanas, y su estructura comenzó a perfilarse bajo el liderazgo de figuras importantes, como Joan Josep Folchi Bonafonte y Eduard Punset Casals, que sentaron las bases para las finanzas autonómicas en Cataluña.
Durante sus primeros años, el departamento fue adquiriendo competencias relacionadas con la gestión de los recursos financieros de la comunidad, la recaudación fiscal y la supervisión de los gastos públicos. A medida que Cataluña desarrollaba su autonomía, se ampliaron las competencias y el alcance del departamento, pasando de una estructura limitada a una institución esencial en la administración pública catalana.

### Cambios de denominación y expansión de competencias
En 1980, bajo la presidencia de Jordi Pujol y el liderazgo de consejeros como Ramon Trias Fargas y Macià Alavedra, el departamento consolidó sus competencias. Desde la década de 1980, la consejería adoptó el nombre de Departamento de Economía y Finanzas y asumió nuevas áreas, como el control del sector financiero y la promoción económica, en el contexto de la consolidación de las autonomías en España.
Con el tiempo, el departamento amplió sus funciones para abarcar políticas en ámbitos como la promoción de la competitividad empresarial, la regulación del mercado de valores y la supervisión de los seguros. También comenzó a desempeñar un papel en la financiación de infraestructuras y en el desarrollo de políticas de investigación, particularmente a partir de la creación de la Agencia de Gestión de Ayudas Universitarias y de Investigación (AGAUR).

### Reformas recientes y cambios de enfoque
En 2010, el departamento fue renombrado como Departamento de Economía y Conocimiento bajo el liderazgo de Andreu Mas-Colell, economista de renombre, quien impulsó políticas para fortalecer la economía del conocimiento en Cataluña, haciendo especial énfasis en la investigación, la innovación y las universidades luego de la crisis económica de 2008 que golpeo fuertemente a Cataluña
En años recientes, con el aumento de la demanda de mayores competencias fiscales y el contexto de tensión política con el gobierno central, la consejería ha centrado parte de sus esfuerzos en la gestión fiscal autónoma, incluyendo la creación de la Agencia Tributaria de Cataluña. Estos cambios se enmarcan en un contexto político donde la consejería busca ampliar el margen de autonomía fiscal y económica en Cataluña.

### Actualidad
Hoy en día, la Consejería de Economía y Hacienda continua con las competencias que siempre ha tenido y esta al mando de la consejera Alícia Romero.

## Estructura
La Consejería de Economía y Hacienda se estructura a través de los órganos siguientes (en negrita los directamente dependientes del consejera):
- La Secretaría General de Economía y Finanzas.
  - La Dirección de Servicios del Departamento de Economía y Finanzas.
  - La Dirección General de Presupuestos.
  - La Dirección General de Política Financiera, Seguros y Tesoro.
  - La Dirección General de Contratación Pública.
  - Los Servicios Territoriales de Economía y Hacienda en las provincias.

- Secretaría de Asuntos Económicos y Fondos Europeos.
  - La Dirección General de Actividad Económica.
  - La Dirección General de Análisis y Prospectiva Económica.
  - La Dirección General de Fondos Europeos y Ayudas de Estado.
  - El Instituto de Estadística de Cataluña (Idescat)
- Secretaría de Hacienda.
  - La Dirección General de Tributos y Juego.
  - La Agencia Tributaria de Cataluña (ATC).
  - Las Loterías de Cataluña, SAU.

## Presupuesto
El presupuesto de la Consejería de Economía y Hacienda de Cataluña ha experimentado algunas variaciones en los últimos años. Para 2024, el presupuesto general de Cataluña fue establecido en 43.673 millones de euros, reflejando un aumento del 6.3% respecto al año anterior. Sin embargo, dentro de este total, la partida específica asignada a la Consejería de Economía y Hacienda alcanzó aproximadamente 199 millones de euros, lo que supone un leve aumento del 2.6% en comparación con el año anterior.
| Gasto consolidado de la Consejería de la Economía y Hacienda desde el año 2004 Datos cada año, salvo el más reciente y de los años que no hubo presupuestos (en millones de euros)                         |
| |
| Leyenda: Competencias sobre Economía y Hacienda. Competencias sobre Economía y Conocimiento. Fuente: Presupuestos Generales del Gobierno de la Generalitat de Cataluña. Consejería de Economía y Hacienda. |

## Competencias
El DECRETO 21/2021, de 25 de mayo, de creación, denominación y determinación del ámbito de competencia de los departamentos de la Administración de la Generalidad de Cataluña, establece las competencias de las distintas consejerías de la Generalidad de Cataluña.
Las competencias de esta Consejería son la política económica de la Generalidad de Cataluña, la regulación del mercado de valores, así como la gestión de la deuda pública, la tutela financiera de los entes locales y la promoción y defensa de la competencia. También, gestiona los programas de transferencia de fondos de la Unión Europea, con excepción de los de carácter agrario, ganadero, pesquero o de desarrollo rural. Esta consejería tiene las competencias en control de las finanzas públicas, la elaboración de los presupuestos de la Generalidad de Cataluña y el control de la eficiencia del gasto. Tiene competencias reguladoras en materia de aseguradoras y en control económico y contabilidad. Además, establece los criterios procedimentales, dirección y control de las ayudas y subvenciones. Realiza tareas de supervisión del sector público adscrito a la Generalidad de Cataluña y el seguimiento de su actividad para velar por el adecuado cumplimiento de la normativa económica y presupuestaria. Además, gestiona los gastos de personal, el patrimonio de la Generalidad, los tributos, los juegos, las apuestas y la licitación de las infraestructuras de Cataluña. También estables los criterios, dirección y control de la contratación pública. Quedan adscritos la Consejería de Economía y Hacienda, el Instituto de Estadística de Cataluña, la Autoridad Catalana de la Competencia, la Agencia Tributaria de Cataluña, la Entidad Autónoma de Juegos y Apuestas (EAJA), la Junta Consultiva de Contratación y el Instituto de Desarrollo de las Comarcas del Ebro. Por último, el Instituto Catalán de Finanzas se relaciona con la Administración de la Generalidad mediante la Consejería de Economía y Hacienda.

## Consejeros
| Consejería                              | Periodo                                 | Periodo                                 | Titular                    | Titular      | Partido | Partido | Generalitat            | Generalitat | Generalitat                |
| Consejería                              | Inicio                                  | Fin                                     | Titular                    | Titular      | Partido | Partido | Gobierno               | Presidente  | Presidente                 |
| --------------------------------------- | --------------------------------------- | --------------------------------------- | -------------------------- | ------------ | ------- | ------- | ---------------------- | ----------- | -------------------------- |
| Economía y Finanzas                     | 8 de mayo de 1980                       | 16 de noviembre de 1982                 | Ramon Trías Fargas         |              |         | CDC     | Pujol I                |             | Jordi Pujol                |
| Economía y Finanzas                     | 16 de noviembre de 1982                 | 8 de junio de 1983                      | Jordi Planasdemunt         |              |         | CDC     | Pujol I                |             | Jordi Pujol                |
| Economía y Finanzas                     | 8 de junio de 1983                      | 23 de abril de 1987                     | Josep Maria Cullell        |              |         | CDC     | Pujol I                |             | Jordi Pujol                |
| Economía y Finanzas                     | 8 de junio de 1983                      | 23 de abril de 1987                     | Josep Maria Cullell        | Pujol II     |         | CDC     |                        |             | Jordi Pujol                |
| Economía y Finanzas                     | 23 de abril de 1987                     | 4 de julio de 1988                      | Josep Manuel Basañez       |              |         | CDC     |                        |             | Jordi Pujol                |
| Economía y Finanzas                     | 4 de julio de 1988                      | 22 de octubre de 1989                   | Ramón Trías Fargas         |              |         | CDC     | Pujol III              |             | Jordi Pujol                |
| Economía y Finanzas                     | 22 de octubre de 1989                   | 29 de noviembre de 1999                 | Macià Alavedra             |              |         | CDC     | Pujol III              |             | Jordi Pujol                |
| Economía y Finanzas                     | 22 de octubre de 1989                   | 29 de noviembre de 1999                 | Macià Alavedra             | Pujol IV     |         | CDC     |                        |             | Jordi Pujol                |
| Economía y Finanzas                     | 22 de octubre de 1989                   | 29 de noviembre de 1999                 | Macià Alavedra             | Pujol V      |         | CDC     |                        |             | Jordi Pujol                |
| Economía y Finanzas                     | 29 de noviembre de 1999                 | 17 de enero de 2001                     | Artur Mas                  |              |         | CDC     | Pujol VI               |             | Jordi Pujol                |
| Economía y Finanzas                     | 17 de enero de 2001                     | 20 de diciembre de 2003                 | Francesc Homs              |              |         | CDC     | Pujol VI               |             | Jordi Pujol                |
| Economía y Finanzas                     | 20 de diciembre de 2003                 | 29 de noviembre de 2010                 | Antoni Castells i Oliveres |              |         | PSC     | Maragall               |             | Pasqual Maragall i Mira    |
| Economía y Finanzas                     | 20 de diciembre de 2003                 | 29 de noviembre de 2010                 | Antoni Castells i Oliveres | Montilla     |         | PSC     | José Montilla Aguilera |             |                            |
| Economía y Conocimiento                 | 29 de noviembre de 2010                 | 14 de enero de 2016                     | Andreu Mas-Colell          |              |         | CDC     | Mas I                  |             | Artur Mas i Gavarró        |
| Economía y Conocimiento                 | 29 de noviembre de 2010                 | 14 de enero de 2016                     | Andreu Mas-Colell          | Mas II       |         | CDC     |                        |             | Artur Mas i Gavarró        |
| Economía y Hacienda                     | 14 de enero de 2016                     | 27 de octubre de 2017                   | Oriol Junqueras            |              |         | JxSÍ    | Puigdemont             |             | Carles Puigdemont          |
| Aplicación del artículo 155 en Cataluña | Aplicación del artículo 155 en Cataluña | Aplicación del artículo 155 en Cataluña | Cristóbal Ricardo Montoro  |              |         | PP      | Rajoy II               |             | Soraya Sáenz de Santamaría |
| Economía y Hacienda                     | 27 de octubre de 2017                   | 26 de mayo de 2021                      | Pere Aragonès García       |              |         | ERC     | Torra                  |             | Joaquim Torra i Pla        |
| Economía y Hacienda                     | 27 de octubre de 2017                   | 26 de mayo de 2021                      | Pere Aragonès García       | Aragonès (e) |         | ERC     | Pere Aragonès          |             |                            |
| Economía y Hacienda                     | 26 de mayo de 2021                      | 10 de octubre de 2022                   | Jaume Giró                 |              |         | JxCat   | Pere Aragonès          | Aragonès    |                            |
| Economía y Hacienda                     | 10 de octubre de 2022                   | 12 de agosto de 2024                    | Natàlia Mas                |              |         | ERC     | Pere Aragonès          | Aragonès    |                            |
| Economía y Hacienda                     | 12 de agosto de 2024                    | En el cargo                             | Alícia Romero              |              |         | PSC     | Illa                   |             | Salvador Illa Roca         |